# Отечественная улица (Санкт-Петербург)
Оте́чественная улица — улица в Красногвардейском районе Санкт-Петербурга. Проходит от улицы Лазо до улицы Коммуны на Пороховых. Параллельна 5-й Жерновской улице и проспекту Ударников.

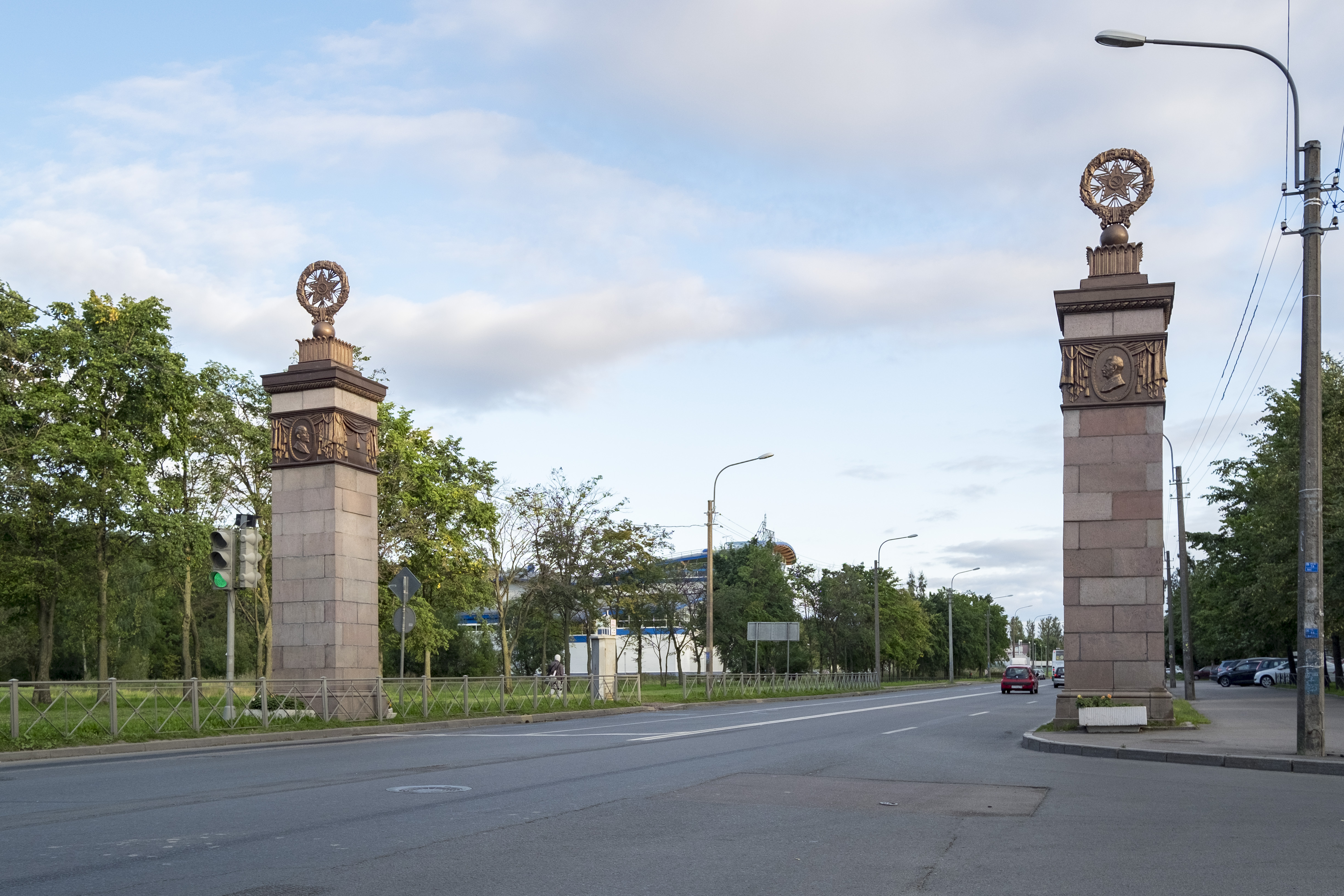
Триумфальные пилоны на пересечении улиц Отечественной и Коммуны

## История
Название улица получила в 1916 году во время Первой мировой войны, в память об Отечественной войне 1812 года. В конце 1950-х годов улица была продлена на запад до не существующей ныне Павловской улицы, однако в конце 1976 года этот участок был упразднён как вошедший в кварталы застройки проспекта Наставников. Часть его до сих пор существует без названия.
С сентября 2013 года движение по улице одностороннее: от улицы Лазо до улицы Коммуны.

## Пересечения
- улица Лазо
- улица Коммуны

## Транспорт
Ближайшая к Отечественной улице станция метро — «Ладожская» 4-й (Правобережной) линии.

## Общественно-значимые объекты
- школа № 134 им. Сергея Дудко
- спортивная школа
- Триумфальные пилоны (на пересечении с улицей Коммуны)